# 田山パーキングエリア
田山パーキングエリア（たやまパーキングエリア）は、岩手県八幡平市姥子石にある東北自動車道のパーキングエリア。
本項では、構内にあるバス停留所田山バスストップについても記載する。

## 施設

### 上り線（盛岡方面）
- 駐車場
  - 大型6台
  - 小型10台
- トイレ
  - 男性 大2（和式1・洋式1）・小5
  - 女性 5（和式1・洋式4）
  - 車椅子用 1
- 飲料自動販売機

### 下り線（青森方面）
- 駐車場
  - 大型6台
  - 小型10台
- トイレ
  - 男性 大2（和式1・洋式1）・小5
  - 女性 5（和式1・洋式4）
  - 車椅子用 1
- 飲料自動販売機

### 田山バスストップ

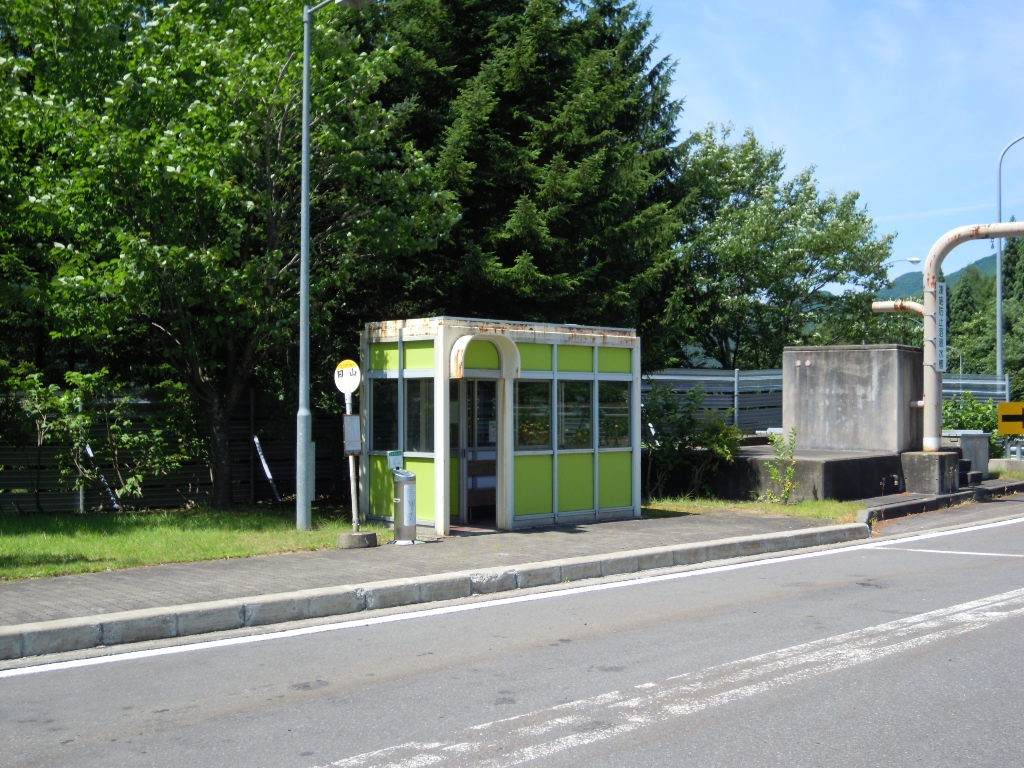
田山バスストップ（下り線側）の待合室

停留所名は「田山（たやま）」である。
停車路線
- 上り線

- みちのく号盛岡行

- 下り線

- みちのく号花輪・大館行

隣の停留所
みちのく号
- 盛岡駅・安代 - 田山 - 湯瀬

## 隣
E4 東北自動車道
(47) 安代IC - 田山PA - 湯瀬PA - (48) 鹿角八幡平IC